# Aïssa Belaout
Aïssa Belaout, född 12 augusti 1968, är en algerisk friidrottare. Han deltog vid olympiska sommarspelen 1992 och olympiska sommarspelen 1996.